# Storasjöområdets naturreservat
Storasjöområdet är ett naturreservat i Uppvidinge kommun i Kronobergs län.

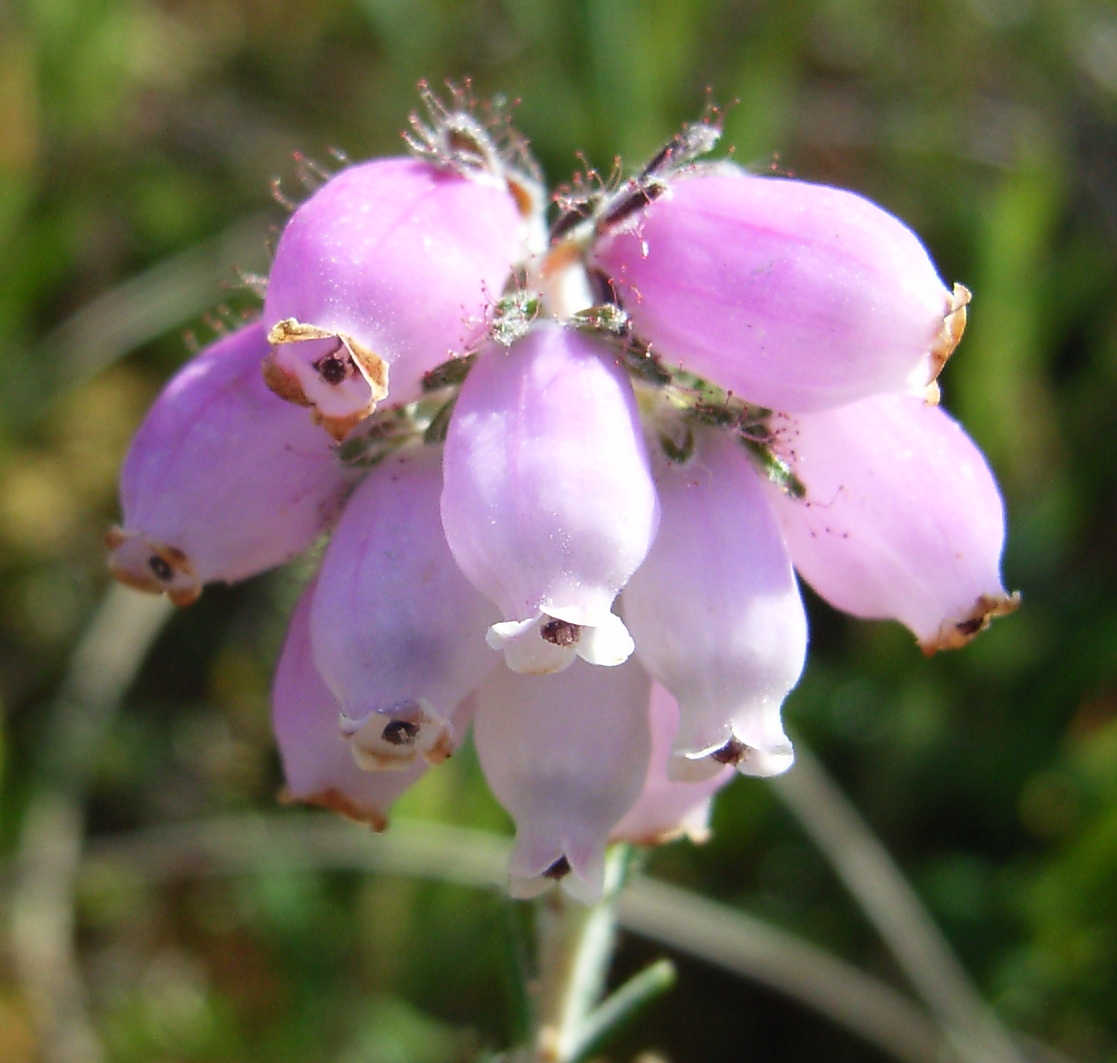
Klockljung

Området är skyddat sedan 1985 men utökades 2013 och är nu 1 432 hektar stort. Det är beläget 7 km söder om Lenhovda och består av ett skogslandskap och våtmarkskomplex. Några sjöar och gölar finns också i området.
Delar av skogen är helt orörd sedan 150 till 200 år.